# Patrice Tran Ba Huy
Patrice Tran Ba Huy, né le 17 juin 1944 à Paris, est un oto-rhino-laryngologiste français. Il est professeur à l'université Paris 7 Diderot, ancien chef du département universitaire d'ORL de l'hôpital Lariboisière, ancien président de la Société française d'oto-rhino-laryngologie, membre ou président de diverses institutions.
Il est élu vice-président pour 2021 et président pour 2022 de l'Académie nationale de médecine.

## Biographie
Patrice Tran Ba Huy naît le 17 juin 1944,. Il entreprend des études de médecine et se spécialise en oto-rhino-laryngologie.
Il devient professeur à l'université Paris VII Diderot, où il enseigne sa spécialité. Il en est ensuite professeur émérite.
À l'hôpital Lariboisière, il devient en 1995 le chef du département universitaire d'ORL et le reste pendant quinze ans, jusqu'en 2010. Il est par ailleurs le responsable des urgences ORL pour l'Île-de-France. Il est aussi chercheur au Centre d'étude de la sensorimotricité, UMR 8194 du CNRS et de l'université Paris Descartes,.
Élu à l'Académie nationale de médecine le 21 février 2012, Patrice Tran Ba Huy devient le président de la division de chirurgie et spécialités chirurgicales.
Il préside la Société française d'oto-rhino-laryngologie et de chirurgie Tête et Cou en 2008, et l'European Skull Base Society de 2014 à 2016. Il est un des membres fondateurs de l'Académie européenne d'otologie et de neuro-otologie.
Patrice Tran Ba Huy est élu le 15 décembre 2020 par l'Académie nationale de médecine pour en être le vice-président pour 2021, et le président pour 2022,. C'est la première fois qu'un ORL est élu à la tête de cette institution. Patrice Tran Ba Huy souhaite que le « travail considérable » de l'Académie soit évalué et mieux valorisé, que sa portée soit renforcée à l'international, et que l'Académie s'adresse plus au grand public.

## Publications
Patrice Tran Ba Huy signe environ 280 publications d'envergure internationale. Il écrit notamment plusieurs articles sur le vieillissement sensoriel.